# Gentleman Joe (filme)
Gentleman Joe é um filme mudo norte-americano de 1910, estrelado por Harry Carey.

## Elenco
- Harry Carey